# Моран, Ник
Ни́колас Джеймс (Ник) Мо́ран (англ. Nicholas James (Nick) Moran, род. 23 декабря 1969, Ист-Энд, Лондон, Великобритания) — британский актёр, кинорежиссёр, продюсер и сценарист, получивший известность благодаря ролям в фильмах «Карты, деньги, два ствола» (1998), «Мушкетёр» (2001), «Гол! 3» (2009), «Гарри Поттер и Дары Смерти. Часть 1» (2010) и «Гарри Поттер и Дары Смерти. Часть 2» (2011).

## Биография
Ник Моран родился 1969 году в Ист-Энде, Лондон в семье матери-парикмахерши и отца, работающего в Автомобильной Ассоциации. Увлекается каратэ, боксом, ездой на лошадях и фехтованием. Также увлекается пением, часто появляется в клубе «London's Cafe De Paris» и участвует в различных благотворительных акциях.
Ник Моран начал сниматься в кино в 20 лет, впервые появившись на экранах в драме «Hard Days, Hard Nights» 1989 года. Наибольшую известность Моран приобрёл в 1998 году благодаря главной роли в криминальной комедии режиссёра Гая Ричи «Карты, деньги, два ствола». Впоследствии сыграл Арамиса в фильме «Мушкетёр», Струпьяра в двух заключительных фильмах серии о Гарри Поттере в 2010-2011, принял участие в фильме ужасов режиссёра-дебютанта Лоуэлла Дина «Жуткие 13» в 2013, и также снялся в триллере «Конченая» с Марго Робби в главной роли, вышедшем в 2018 году.
В качестве режиссёра в 2021 году снял фильм «Культовые тусовщики», в котором также исполнил роль музыканта и продюсера Малкольма Макларена.
В 1997—2000 годах был женат на актрисе Сиенне Гиллори.

## Фильмография
| Год  |   | Русское название                    | Оригинальное название                         | Роль                                  |
| ---- | - | ----------------------------------- | --------------------------------------------- | ------------------------------------- |
| 1998 | ф | Карты, деньги, два ствола           | Lock, Stock and Two Smoking Barrels           | Эдди                                  |
| 2001 | ф | Мушкетёр                            | The Musketeer                                 | Арамис                                |
| 2003 | ф | Суматоха с трупами                  | Chaos and Cavaders                            | Эдвард Таггерт                        |
| 200  | ф | Теневой партнёр                     | Silent Partner                                | Гордон Патрик, сотрудник ЦРУ в Москве |
| 2005 | с | C.S.I.: Место преступления Майами   | CSI: Miami                                    | Брайан Лексингтон                     |
| 2009 | ф | Гол! 3                              | Goal!3: Taking on the World                   | Ник Эшворт                            |
| 2010 | ф | Гарри Поттер и Дары Смерти. Часть 1 | Harry Potter and the Deathly Hallows: Part I  | Струпьяр                              |
| 2011 | ф | Гарри Поттер и Дары Смерти. Часть 2 | Harry Potter and the Deathly Hallows: Part II | Струпьяр                              |
| 2013 | ф | Жуткие 13                           | 13 Eerie                                      | Ларри Джефферсон                      |
| 2016 | ф | Не стучи дважды                     | Don't Knock Twice                             | детектив Бордман                      |
| 2018 | с | Внутри девятого номера              | Inside No. 9                                  | Спайк                                 |
| 2018 | ф | Конченая                            | Terminal                                      | Найджел Иллинг                        |
| 2019 | ф | Британский психопат                 | Avengement                                    | Хайд                                  |
| 2021 | ф | Культовые тусовщики                 | Creation Stories                              | Малкольм МакЛарен (также режиссёр)    |
| 2023 | ф | Будика: Королева воинов             | Boudica                                       | Кат Дециний                           |